# Prvenstvo LjNP 1924-1925
Il Prvenstvo Ljubljanske nogometne podzveze 1924./25. (it. "Campionato della sottofederazione calcistica di Lubiana 1924-25") fu la sesta edizione del campionato organizzato dalla Ljubljanska nogometna podzveza (LjNP).
A questa edizione parteciparono 7 squadre che si contesero il titolo in un girone all'italiana. Il vincitore fu ancora l'Ilirija, al suo settimo titolo consecutivo nella LjNP (nell'edizione 1920-21 ne sono stati assegnati due).
Con questa vittoria l'Ilirija conquistò l'accesso al Državno prvenstvo 1925, la terza edizione del campionato nazionale jugoslavo.
Non vi furono retrocessioni poiché nell'edizione successiva si tornò alla formula dei 3 gruppi Lubiana, Celje e Maribor.

## Squadre partecipanti
| Squadra                | Stagione 1923-24        | Stagione 1923-24 | Stagione 1923-24 |
| Squadra                | Gruppi                  | Finali           | Nazionale        |
| ---------------------- | ----------------------- | ---------------- | ---------------- |
| SK Ilirija Ljubljana   | 1° in 1ª classe Lubiana | Vincitore        | Quarti di finale |
| 1.SŠK Maribor          | 1° in 1ª classe Maribor | Finalista        | Non qualificato  |
| SSK Celje              | 1° in 1ª classe Celje   | Semifinalista    | Non qualificato  |
| SK Hermes Ljubljana    | 2° in 1ª classe Lubiana | Non qualificato  | Non qualificato  |
| SK Rapid Marburg       | 2° in 1ª classe Maribor | Non qualificato  | Non qualificato  |
| SK Jadran Ljubljana    | 3° in 1ª classe Lubiana | Non qualificato  | Non qualificato  |
| AŠK Primorje Ljubljana | 1° in 2ª classe Lubiana | Non qualificato  | Non qualificato  |

## Classifica
|                   | Pos. | Squadra          | Pt | G  | V  | N | P | GF | GS | QR     |
| ----------------- | ---- | ---------------- | -- | -- | -- | - | - | -- | -- | ------ |
|                   | 1.   | Ilirija          | 23 | 12 | 11 | 1 | 0 | 57 | 5  | 11,400 |
|                   | 2.   | Rapid Marburg    | 14 | 12 | 7  | 0 | 5 | 28 | 25 | 1,120  |
|                   | 3.   | Jadran Lubiana   | 12 | 12 | 5  | 2 | 5 | 18 | 27 | 0,666  |
|                   | 4.   | Hermes Lubiana   | 11 | 12 | 4  | 3 | 5 | 18 | 21 | 0,857  |
|                   | 5.   | Primorje Lubiana | 11 | 12 | 4  | 3 | 5 | 21 | 35 | 0,600  |
|                   | 6.   | 1.SŠK Maribor    | 9  | 12 | 4  | 1 | 7 | 20 | 32 | 0,625  |
|                   | 7.   | Celje            | 4  | 12 | 1  | 2 | 9 | 17 | 34 | 0,500  |
| Fonte: exyufudbal |      |                  |    |    |    |   |   |    |    |        |

Legenda:
      Campione di Lubiana e qualificato al Državno prvenstvo 1925.
      Retrocessa nella divisione inferiore.
Note:
Due punti a vittoria, uno a pareggio, zero a sconfitta.

## Risultati

### Tabellone
|                   | Ili  | Rap  | Jad  | Her  | Pri  | Mar  | Cel  |
| ----------------- | ---- | ---- | ---- | ---- | ---- | ---- | ---- |
| Ilirija           | –––– | 10-0 | 2-0  | 5-1  | 9-0  | 9-1  | 3-2  |
| Rapid             | 0-2  | –––– | 5-0  | 1-0  | 4-3  | 3-0  | 3-0  |
| Jadran            | 0-5  | 3-2  | –––– | 2-1  | 2-1  | 3-1  | 3-1  |
| Hermes            | 1-3  | 2-1  | 1-1  | –––– | 3-1  | 2-1  | 4-1  |
| Primorje          | 0-6  | 3-1  | 1-1  | 0-0  | –––– | 3-2  | 2-1  |
| Maribor           | 0-3  | 0-4  | 3-1  | 2-0  | 4-4  | –––– | 3-0  |
| Celje             | 0-0  | 2-4  | 5-2  | 3-3  | 2-3  | 1-3  | –––– |
| Fonte: exyufudbal |      |      |      |      |      |      |      |

### Calendario
Andata:
08.09.1924. Celje – Jadran 5–2
14.09.1924. Ilirija – Celje 3–2
21.09.1924. Maribor – Celje 3–0, Jadran – Hermes 2–1, Ilirija – Rapid 10–0
28.09.1924. Hermes – Maribor 2–1, Ilirija – Jadran 2–0, Primorje – Celje 2–1
05.10.1924. Hermes – Celje 3–3, Primorje – Jadran 1–1, Ilirija – Maribor 3–0
12.10.1924. Ilirija – Hermes 5–1, Primorje – Rapid 3–1, Jadran – Maribor 3–1
19.10.1924. Ilirija – Primorje 9–0, Rapid – Hermes 1–0
26.10.1924. Maribor – Primorje 4–4, Rapid – Celje 3–0 (per forfait)
02.11.1924. Rapid – Maribor 3–0, Hermes – Primorje 3–1
09.11.1924. Rapid – Jadran 5–0
Ritorno:
01.03.1925. Ilirija – Maribor 9–1, Rapid – Primorje 4–3
08.03.1925. Jadran – Hermes 1–1, Maribor – Celje 3–1
15.03.1925. Ilirija – Jadran 5–0, Primorje – Maribor 3–2, Hermes – Celje 4–1
19.03.1925. Ilirija – Hermes 3–1
22.03.1925. Maribor – Jadran 3–1, Hermes – Primorje 0–0, Rapid – Celje 4–2
29.03.1925. Ilirija – Primorje 6–0
05.04.1925. Ilirija – Rapid 2–0
19.04.1925. Hermes – Rapid 2–1, Celje – Ilirija 0–0
26.04.1925. Jadran – Primorje 2–1, Maribor – Hermes 2–0
03.05.1925. Primorje – Celje 3–2
10.05.1925. Jadran – Rapid 3–2
17.05.1925. Rapid – Maribor 4–0, Celje – Jadran 3–1